# Xanthoparmelia trirosea
Xanthoparmelia trirosea är en lavart som beskrevs av Elix. Xanthoparmelia trirosea ingår i släktet Xanthoparmelia och familjen Parmeliaceae.   Inga underarter finns listade i Catalogue of Life.